# Șevcenkove, Burîn
Șevcenkove (în ucraineană Шевченкове) este un sat în comuna Hvîntove din raionul Burîn, regiunea Sumî, Ucraina.

## Demografie
Componența lingvistică a localității Șevcenkove
     Ucraineană (100%)
Conform recensământului din 2001, toată populația localității Șevcenkove era vorbitoare de ucraineană (100%).